# Hôtel Gaillard
L'hôtel Gaillard est un ancien hôtel particulier situé 1 place du Général-Catroux dans le 17e arrondissement de Paris, construit par l'architecte Jules Février, pour le banquier Émile Gaillard, entre 1878 et 1882. Il abrite la Cité de l'Économie dont l'ouverture au public a eu lieu le 14 juin 2019.

## Situation et accès
Ce site est desservi par la station de métro Malesherbes.

## Historique

### Émile Gaillard, le bâtisseur

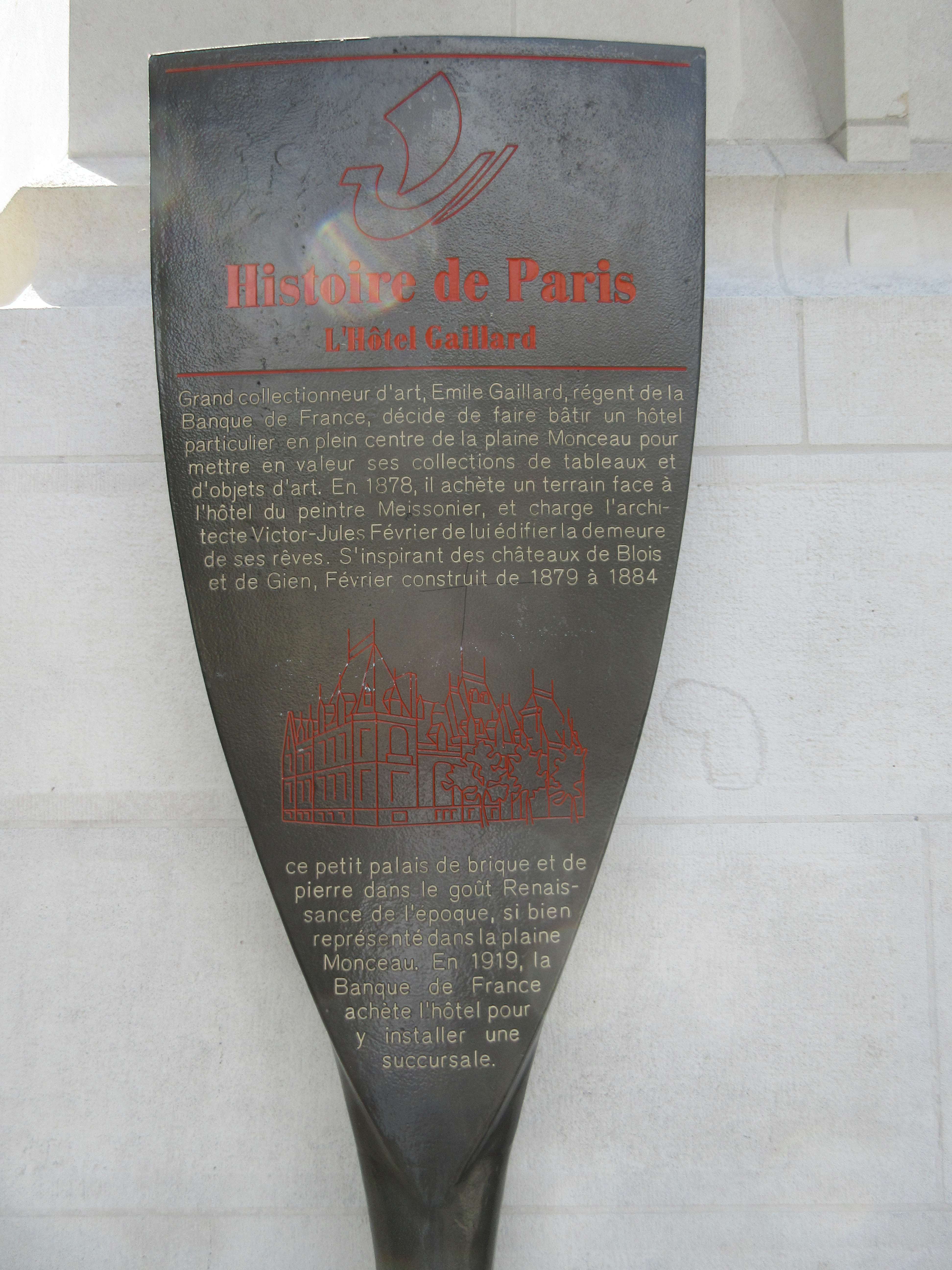
Panneau Histoire de Paris
« L'hôtel Gaillard ».

Émile Eugène Théodore Gaillard, né le 19 septembre 1821 à Grenoble et mort le 5 mai 1902 à Paris 17e, est le représentant dans la capitale d'une banque grenobloise familiale fondée par son grand-père Théodore François Gaillard (mort en 1841) au XVIIIe siècle. Son père, Théodore Eugène Gaillard (1793-1866), est maire de Grenoble de 1858 à 1865. Au cours de sa carrière de banquier, Émile Gaillard participe au financement des chemins de fer, prend en charge la gestion des biens du comte de Chambord et est également l'un des banquiers de Victor Hugo. Sa sensibilité artistique fait de lui l'un des meilleurs élèves de Chopin, qui lui dédie l'une de ses mazurkas.
Émile Gaillard est un collectionneur, amateur d'art du Moyen Âge et de la Renaissance. Sa collection devenant trop importante pour son logement de la rue Daru, il décide de faire construire un hôtel particulier sur la Plaine Monceau, dans le 17e arrondissement de Paris. Il demande en 1878 à Jules Février de lui construire ce bâtiment néo-Renaissance, dont les travaux s'achèvent en 1882. 
Après la mort d'Émile Gaillard en 1902, la banque familiale est revendue au Crédit lyonnais.

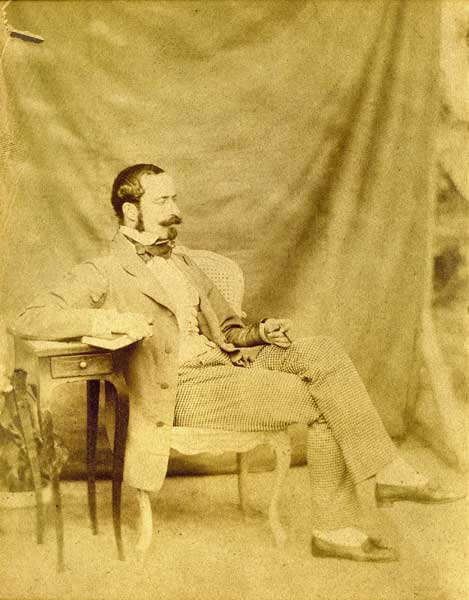
Portrait d'Émile Gaillard, 1870.
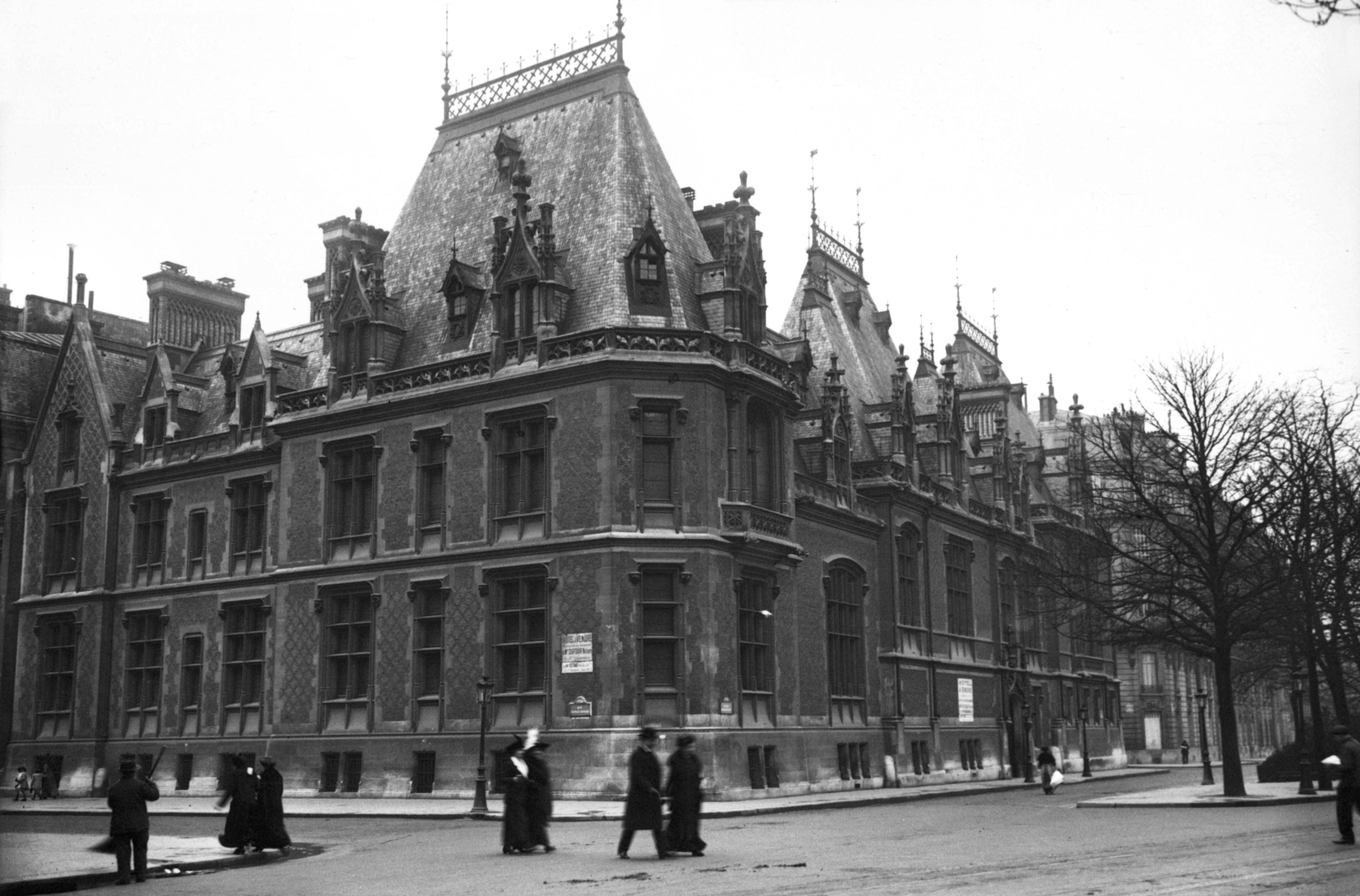
L'hôtel en 1913.

### L'édifice
De brique et de pierre, l'hôtel s'inspire des édifices de la Renaissance française, construits en vallée de la Loire, et, en particulier, des châteaux de Blois et de Gien. En adoptant ce style, l'architecte s'est attaché à mettre en valeur les tableaux et objets d'art d'Émile Gaillard.  
La Semaine des constructeurs écrivait en 1882 : « M. Février s'est largement inspiré du château de Blois, tout en recomposant de façon originale et personnelle, presque dans les moindres détails, le plan, les façades et l'ornementation ».
En 1885, M. et Mme Gaillard donnèrent un bal costumé de plus de 2 000 invités dans leur hôtel et, notamment, dans leur grand salon surmonté d'un promenoir et d'une loggia. Émile Gaillard reçoit ses invités vêtu d'un costume de l'époque d'Henri II.
Après la mort d'Émile Gaillard, son hôtel particulier est mis en vente et sa collection dispersée lors d'une grande vente aux enchères organisée en juin 1904.

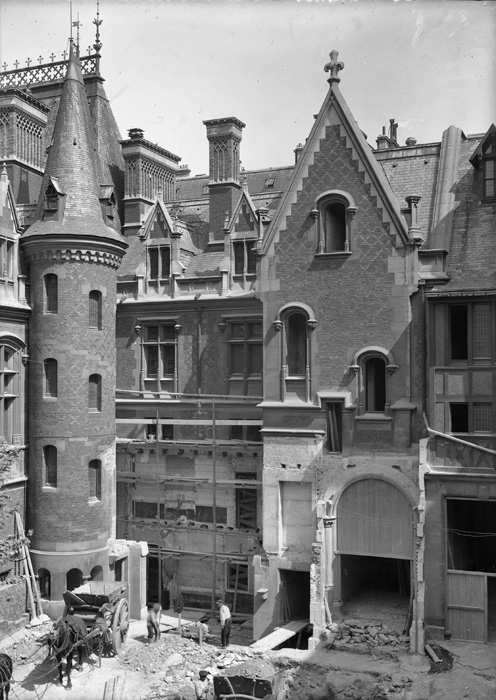
La cour intérieure en travaux.
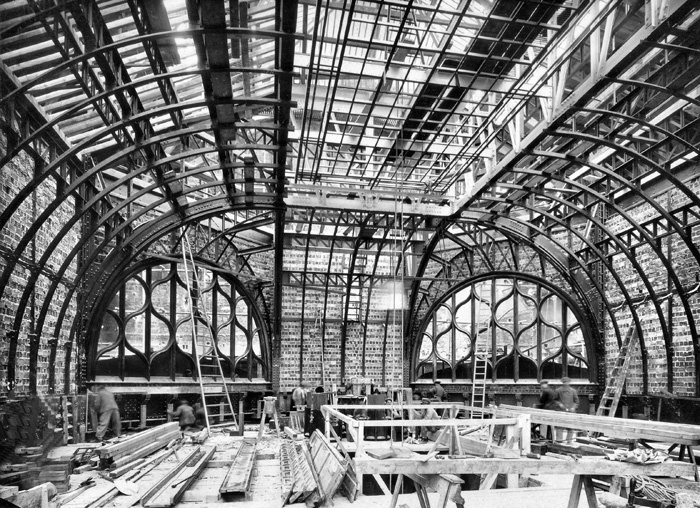
Travaux du Grand Hall, réalisé par l'architecte Alphonse Defrasse.

### Le rachat par la Banque de France
Le bâtiment ne trouve acquéreur qu'en 1919, année où la Banque de France l'achète pour en faire une succursale. Les travaux de transformation sont réalisés par l'architecte de la Banque de France, Alphonse Defrasse, entre 1920 et 1922 et l'aménagement intérieur est confié au décorateur Jansen. À l'origine, l'hôtel forme un U avec un corps de logis principal sur la place du Général-Catroux et deux ailes en retour sur la rue Georges-Berger et la rue de Thann,. De chaque côté, deux hôtels contigus sur la rue de Thann et sur la rue Georges-Berger, également construits par Émile Gaillard, sont acquis par la Banque de France. Un nouveau bâtiment, abritant le grand hall et la salle des coffres, est alors construit dans la cour commune aux trois hôtels.
L'ancien hôtel fait l'objet d'un classement au titre des monuments historiques depuis le 12 avril 1999.

### La transformation en Cité de l'économie

#### Le lancement du projet
Cette succursale est fermée en 2006 dans le cadre du plan de réorganisation du réseau des succursales de la Banque de France.
Le 25 mai 2011, la Banque de France annonce la création d'une Cité de l'économie, lors d'une conférence de presse du gouverneur Christian Noyer. L'équipe lauréate pour la réalisation de ce programme est composée des Ateliers Lion pour l'architecture, l'Agence Explosition pour la muséographie (depuis 2017, anciennement François Confino) et Éric Pallot, architecte en chef des Monuments historiques.
Des critiques émergent sur le coût d'un tel projet au moment d'une crise financière qui exige de la rigueur dans la gestion des finances publiques. En effet, toute dépense réalisée par la Banque de France dans le cadre de ce projet diminuera d'autant les dividendes versés au budget de l'État français.

#### L'échec du projet concurrent de «centre Dumas»
En mai 2014, l'association des amis du général Dumas propose de faire de l'hôtel Gaillard un « centre Dumas » abritant un mémorial de l'esclavage et une maison des outre-mer.
Le 10 mai 2015, le Premier ministre, Manuel Valls, qui se rend sur place à l'occasion de la journée nationale de commémoration de l'abolition de l'esclavage, valide cette proposition en déclarant qu'il est « favorable à ce que débute une réflexion associant les ministères concernés, les collectivités territoriales, et, évidemment, la Banque de France, propriétaire de ce lieu ».
La Banque de France souhaitant conserver son projet initial, une pétition est lancée le 3 avril 2016 par l'association des amis du général Dumas, soutenue par plusieurs associations[Lesquelles ?], pour faire de l'hôtel Gaillard un centre Dumas qui serait une « maison des noirs de France ».

#### La reconversion
Le projet initial porté par la Banque de France est confirmé et les travaux de restauration commencent. 
Inaugurée le 15 mai 2019, la Cité de l'Économie, ou Citéco, est ouverte au public le 14 juin 2019.

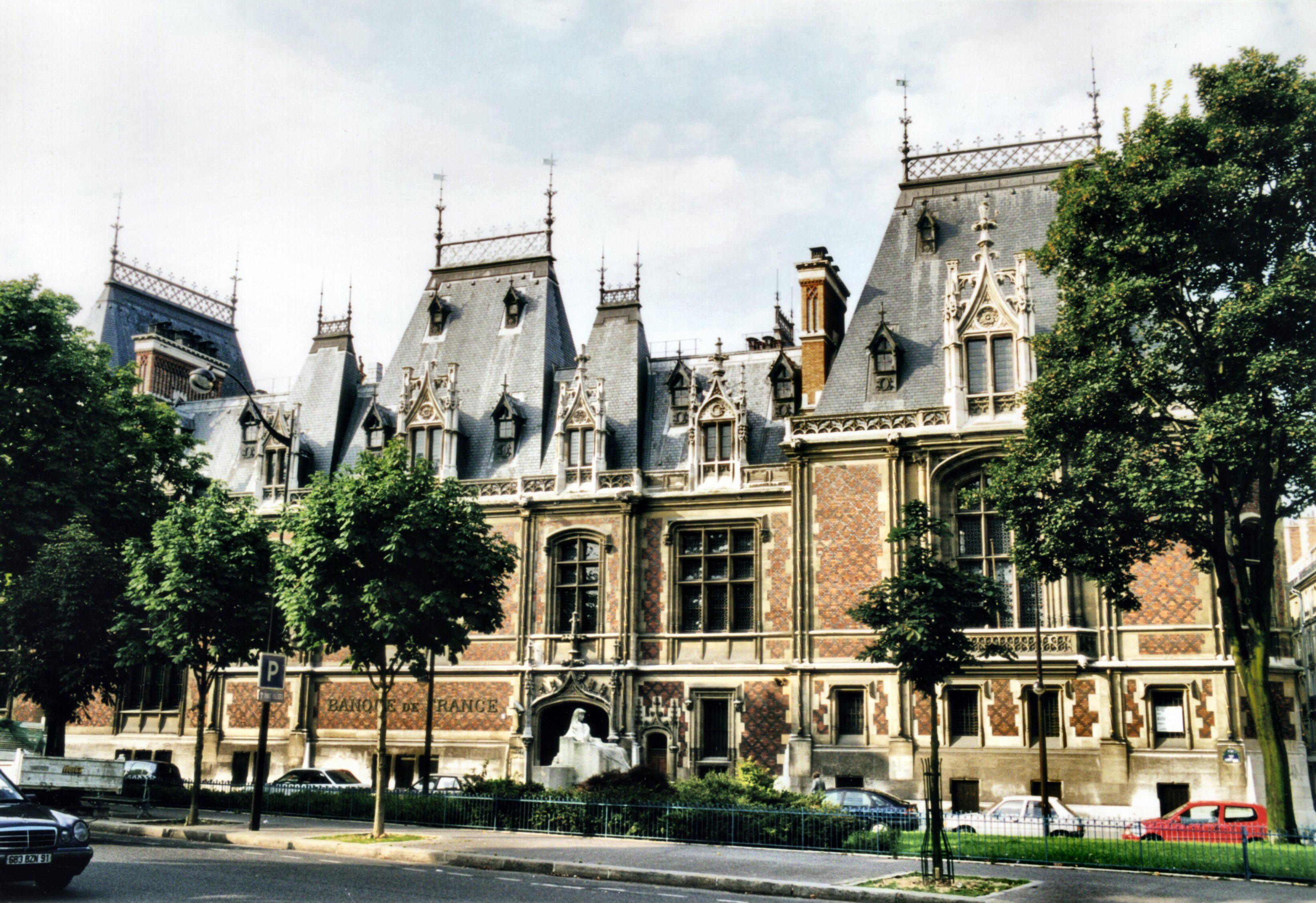
L'hôtel en 2000, avant la fermeture de la succursale.
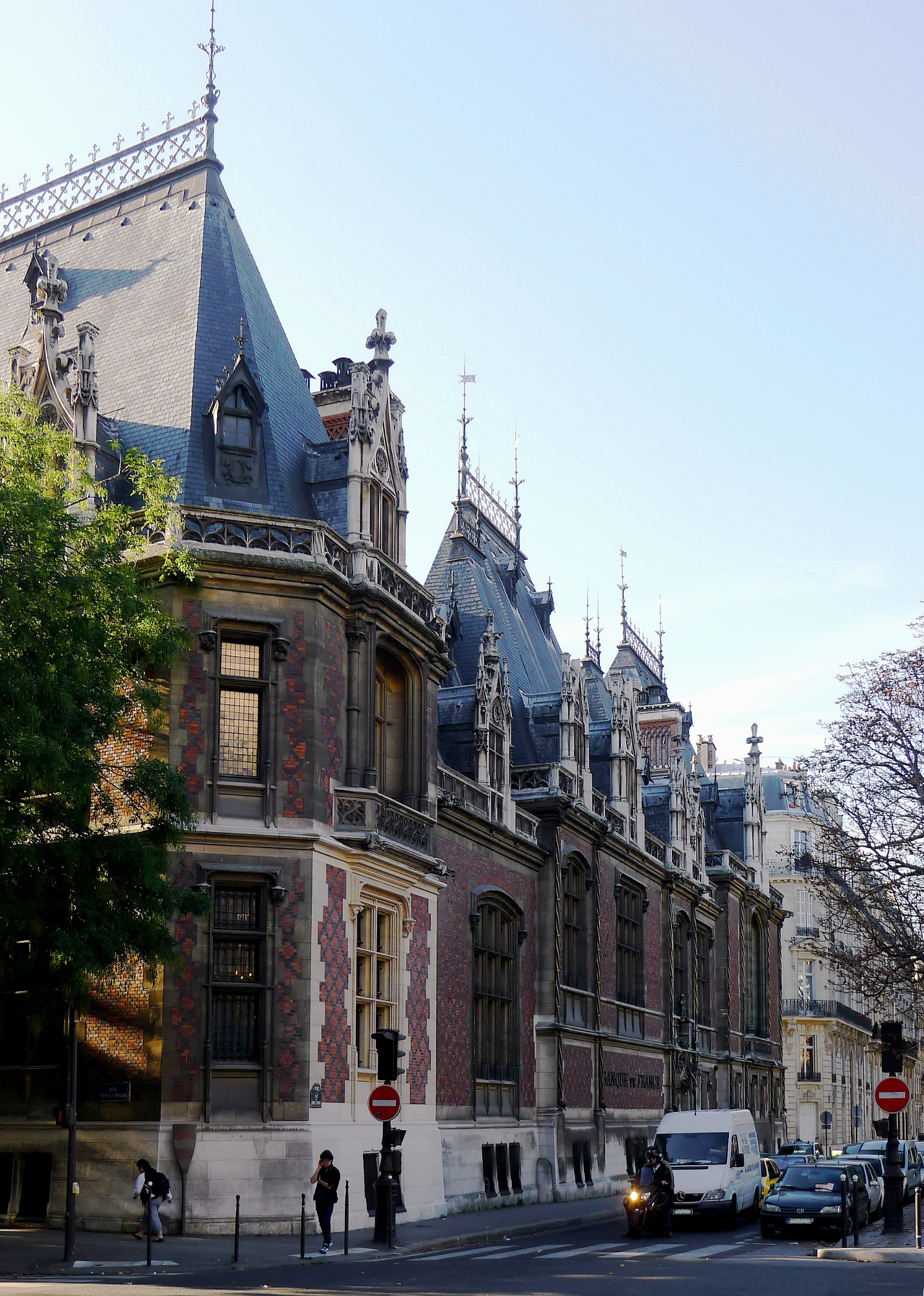
L'hôtel en 2011, avec sur sa façade l'intitulé « Banque de France ».